# Der Märtyrer seines Herzens
Der Märtyrer seines Herzens ist eine Ende 1917 entstandene österreichisch-ungarische Stummfilmbiografie von Emil Justitz mit Fritz Kortner in der Rolle Ludwig van Beethovens.

## Handlung
Der Film zeichnet die einzelnen Stationen im Leben des Ludwig van Beethoven nach. Im ersten Akt steht die Berufung Beethovens nach Wien im Zentrum des Geschehens. Hier führt Joseph Haydn ihm Fürst Esterházy zu, der zeitweise ein wichtiger Förderer des jungen Ausnahmekomponisten wird. Weitere einschneidende Begegnungen des Musikus hat er mit einem anderen Förderer, Fürst Lichnowsky, dem Dichter Franz Grillparzer und dem blutjungen Kollegen Franz Schubert. Es folgen die ersten großen künstlerischen Erfolge, aber auch problematisch verlaufende Liebesgeschichten. In dem amoralischen Baron Trautenfels trifft der Künstler auf einen Mann, der sich wie ein böser Geist zwischen ihn und seine große Liebe, Annerl, drängt. Als dieser sie entehrt, zwingt Beethoven Trautenfels vor dem Altar, Annerl zu heiraten. Damit endet der zweite Akt. Im Mittelpunkt des dritten Akts steht seine nicht minder problematisch verlaufende und letztlich unerfüllt bleibende Beziehung zu seiner Schülerin und „unsterblichen Geliebten“, der Gräfin Giulietta Guicciardi.
Der vierte Akt zeigt die dramatischen Wendungen im Leben Beethovens. Nur schwer kommt er über die gescheiterte Beziehung mit der jungen Gräfin hinweg, und er wird mehr und mehr zum „Märtyrer seines Herzens“. Auch muss sich Beethoven immer stärker mit der sich bei ihm ausbreitenden Taubheit auseinandersetzen. Dieser Akt endet mit der vorübergehenden Verhaftung des Wahl-Wieners. Im fünften Akt kommt es schließlich zu einer tragischen Wiederbegegnung und zum Showdown mit seinem alten Feind Trautenfels. Dieser ist mittlerweile arg heruntergekommen und versucht, Beethoven zu schaden, wo er nur kann. So treibt er dessen Neffen in Spielschulden und damit in große Verzweiflung. Seine alte Jugendliebe hat mittlerweile das Ordensgewand angezogen. Der Film endet mit „Seid umschlungen ihr Millionen“ aus Beethovens 9. Sinfonie, was zugleich im vorletzten Kriegsjahr 1917 als Friedensbotschaft angesehen werden kann.

## Produktionsnotizen
Der Märtyrer seines Herzens wurde bis kurz vor Weihnachten 1917 in Wien gedreht. Der bei der Uraufführung am 8. Februar 1918 rund 1700 Meter lange Film besaß fünf  Akte. Er wurde bisweilen auch unter den Titeln Beethovens Lebensroman, Beethoven und die Frauen und Beethoven und seine Frauen gezeigt. In Deutschland lief der Film u. a. am 26. April 1918 in München an.
Kostüme und Dekorationen entstammen dem Fundus des Wiener Hofburgtheaters. Arnold Pressburger hatte die Produktionsleitung. Die Musik dirigierte Felix Günther.
1926 verkörperte Kortner erneut Beethoven in einem Film (Beethoven).

## Kritiken
„Dieser Tage wurde in Wien ein Filmdrama fertig gestellt, das als ein Kunst- und Kulturwerk allerersten Ranges bezeichnet werden muß und bestimmt sein dürfte, für Oesterreichs Kunstfilm-Industrie ein Markstein zu werden. Sowohl was das Thema betrifft als auch die künstlerisch hochstehende Ausführung entspricht der große Film „Der Märtyrer seines Herzens“ allen, ja selbst den höchsten Erwartungen, und Ansprüchen. Das Thema ist kein geringeres als der Lebensroman Ludwig van Beethovens. (…) Ganz hervorragend ist die Darstellung Beethovens durch Herrn Fritz Kortner von der Volksbühne, sowohl was äußerste Porträtähnlichkeit, wie auch tiefschürfende Charakteristik anbelangt.“

Wiens Neue Freie Presse berichtete am Uraufführungstag: "Beethovens Liebesleben, das auf seine künstlerische Entfaltung so großen Einfluß geübt hat, ist in diesem Film in rührender Weise wiedergegeben, ebenso ist auch das schwere Ungemach, das den Lebensabend dieses Meisters verdüsterte, in erschütternder Weise zum Ausdruck gebracht. Dieser Film … bedeutet eine der wertvollsten Schöpfungen der Filmliteratur. Die Aufführung dieses Films wird durch die Begleitmusik, die aus Beethovenschen Werken zusammengestellt ist, auch musikalisch tiefe Wirkung üben."
Einen Tag später hieß es in der Wiener Allgemeinen Zeitung: "Keine schablonenhaft gestellte, durch willkürlich-aneinandergereihte gewonnene Biographie, sondern ein in jedem der fünf Akte harmonisch gerundetes, im ganzen fest geschlossenes und … sorgfältig redigiertes Filmstück. Denn ein Wiener Journalist, Emil Kolberg, tritt hier als Filmautor vor. Der Film trägt keine Marke, aber neben seiner meisterlichen dramaturgischen Anlage, neben einer sicheren und geschickten Regie, für die Emil Justitz zeichnet, gibt er auch in seiner Technik und Photographie Zeugnis für ein Unternehmen, von dem man für die Zukunft noch Gutes erwarten darf. Was das vorliegende Stück so recht zum „Wiener Film“ stempelt, ist das mit dem Motiv der Handlung treu und echt hingezauberte Kolorit des vormärzlichen Lebens der Kaiserstadt."

„Der Film illustriert auf der narrativen Grundebene den Mythos des begnadeten, privat jedoch unglücklichen Künstlers, der Erfüllung nur in seiner Kunst findet. Ludwig van Beethoven kommt 1792 als 25-Jähriger nach Wien (genau in diesem Alter ist auch der Hauptdarsteller). Kortner zeichnet den Musiker zunächst als unsicheren Jüngling mit staksigen Schritten, der sich vor den Zelebritäten der Stadt und des Adels verbeugt. Der Regisseur Emil Justiz zeigt gern den massigen Rücken Kortners, um Beethovens Außenseiterum, seine Abgeschlossenheit und In-sich-Gekehrtheit zu markieren. Trotz seines musikalischen Genies steht er selten im Mittelpunkt der Szene. Wiederholt ist die Hauptfigur am Bildrand platziert, wo er noch immer unübersehbar ist, das Geschehen aber an ihm vorbeiläuft. Justiz zeigt im räumlichen Tableau, wie Beethoven die Erfahrung der Ausgrenzung macht.“